# 緒方宮迫東石仏

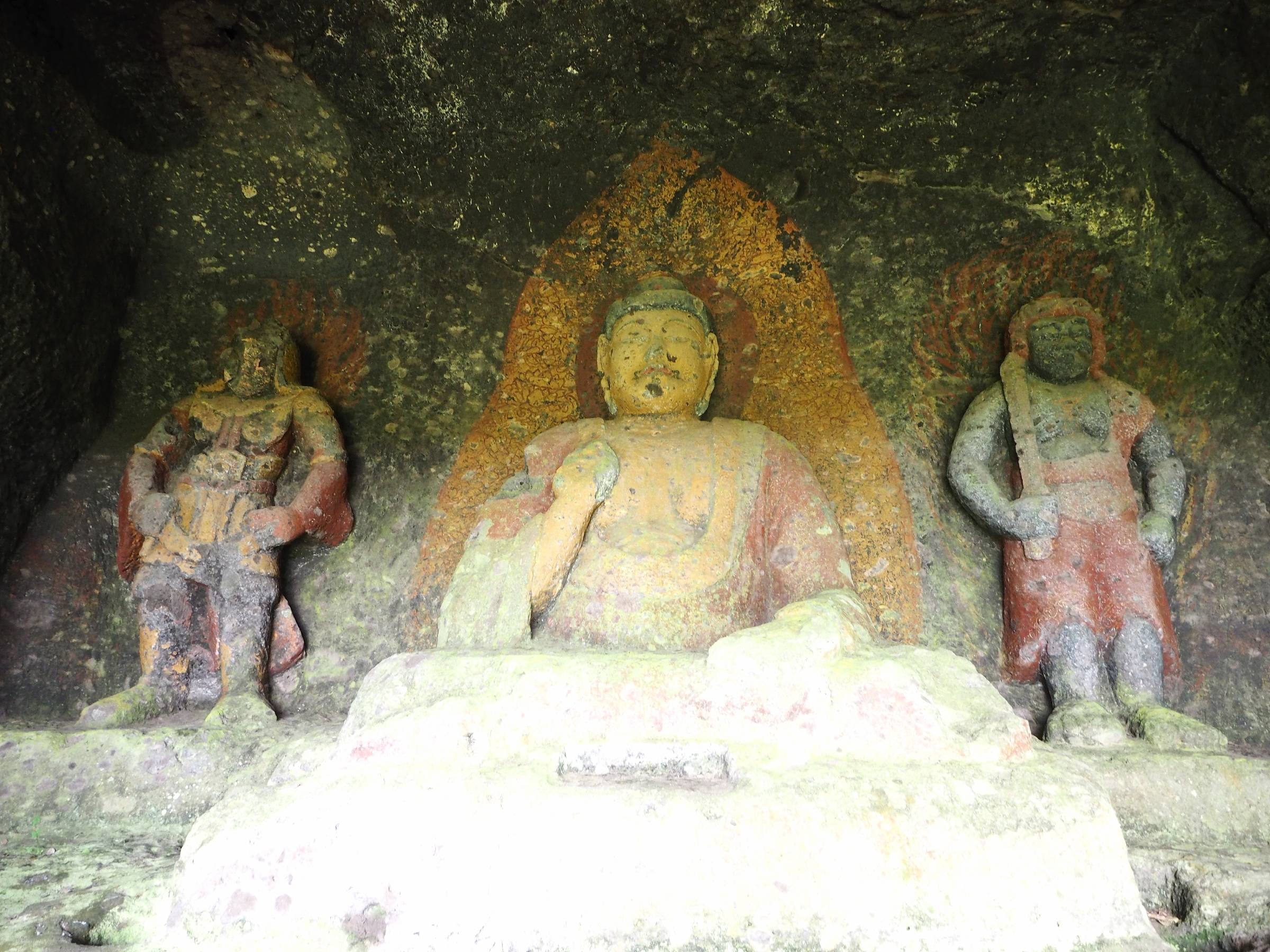
宮迫東磨崖仏

緒方宮迫東石仏（おがたみやさこひがしせきぶつ）は、大分県豊後大野市緒方町久土知にある平安時代後期の磨崖仏である（磨崖宝塔については室町時代初期）。国の史跡に指定されている（1934年（昭和9年）1月22日指定）。
大日如来とされる像を中心に、左に不動明王、右に天部（持国天か）が並び、さらにその左右に阿形・吽形の仁王像が刻まれている。
如来像については、1839年（天保10年）の初薬師の日付が刻まれた石灯籠が寄進されていることから、当時は薬師如来として信仰されていたと考えられている。
緒方宮迫東石仏から約500メートルのところには、同じく国の史跡に指定されている緒方宮迫西石仏がある。